# Municipio de El Higo
El municipio de El Higo es uno de los 212 municipios en que se encuentra dividido el estado mexicano de Veracruz. Ubicado al extremo norte del mismo, su cabecera es la población del mismo nombre.

## Geografía
El municipio se encuentra localizado en el extremo norte del estado de Veracruz, en la Región Huasteca Alta. Tiene una extensión territorial de 392.181 kilómetros cuadrados que equivalen al 0.54% de la extensión total del estado. Sus coordenadas geográficas extremas son 21°39′ - 21°54′ de latitud norte y 98°18′ - 98°35′ de longitud oeste, y su altitud va de un mínimo de 10 a un máximo de 70 metros sobre el nivel del mar.
El municipio de El Higo limita al norte y al este con el municipio de Pánuco y al sur con el municipio de Tempoal; al oeste limita con el estado de San Luis Potosí, marcando el límite el río Moctezuma y correspondiendo al municipio de San Vicente Tancuayalab.

## Demografía
De acuerdo a los resultados del Censo de Población y Vivienda de 2020 realizado por el Instituto Nacional de Estadística y Geografía, la población total del municipio de El Higo asciende a 19 402 personas, de las que 9 767 son mujeres y 9 635 son hombres.
La densidad poblacional es de 48.77 habitantes por kilómetro cuadrado.

### Localidades
El municipio incluye en su territorio un total de 165 localidades. Las principales, considerando su población del censo de 2020 son:
| Localidad            | Población |
| Total Municipio      | 19 402    |
| El Higo              | 8 913     |
| El Pueblito          | 1 269     |
| El Hoxton            | 747       |
| Bellavista (Palmira) | 638       |

## Política
El municipio de El Higo fue creado por Decreto 196 del Congreso de Veracruz, que segregó su territorio del municipio de Tempoal.

### Representación legislativa
Para la elección de diputados locales al Congreso de Veracruz y de diputados federales a la Cámara de Diputados federal, el municipio de Oluta se encuentra integrado en los siguientes distritos electorales:
Local:
- Distrito electoral local de 1 de Veracruz con cabecera en Pánuco.[4]

Federal:
- Distrito electoral federal 1 de Veracruz con cabecera en Pánuco.[5]